# Большая Ящера
Больша́я Я́щера — деревня в составе Мшинского сельского поселения Лужского района Ленинградской области.

## История
В древности деревня входила в состав Орлинского Спасского погоста Копорского уезда.
На карте Ингерманландии А. И. Бергенгейма, составленной по шведским материалам 1676 года, она обозначена как деревня Isera.
На шведской «Генеральной карте провинции Ингерманландии» 1704 года, как Isero.
На «Географическом чертеже Ижорской земли» Адриана Шонбека 1705 года, как Исеро.
На карте Санкт-Петербургской губернии Я. Ф. Шмита 1770 года, обозначена как Ящерина.
Но на карте Санкт-Петербургской губернии 1792 года А. М. Вильбрехта, обозначена уже как Ящера.
С 1825 года в деревне размещалась этапная инвалидная команда.

ЯЩЕРЫ — деревня принадлежит подполковнице Кругликовой, число жителей по ревизии: 42 м. п., 33 ж. п.(1838 год)

На этнографической карте Санкт-Петербургской губернии П. И. Кёппена 1849 года, она упомянута как деревня «Jaschtschera», населённая ингерманландцами-савакотами.

ЯЩЕРО — деревня господ наследников Кругликовых, по почтовому тракту, число дворов — 19, число душ — 43 м. п. (1856 год)

ЯЩЕРА (МИХАЙЛОВСКАЯ) — усадьба владельческая при колодце, число дворов — 1, число жителей: 34 м. п., 22 ж. п.

ЛЫЩИНСКОГО — дом владельческий при колодце, число дворов — 1, число жителей: 1 м. п., 1 ж. п.;

ЯЩЕРА — деревня владельческая при речке Ящерке, число дворов — 34, число жителей: 85 м. п., 99 ж. п.; Почтовая станция. (1862 год)

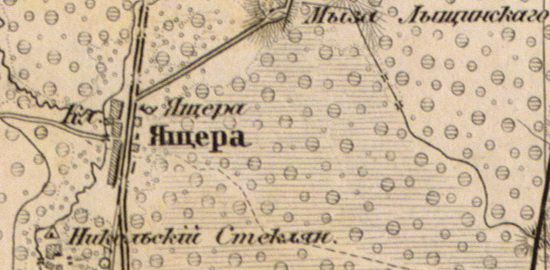
План деревни Ящера. 1863 года

В 1872 году в Ящере была освящена, построенная по проекту архитектора Г. И. Карпова, каменная церковь во имя преподобного Сергия Радонежского.
Сборник Центрального статистического комитета описывал теперь уже село так:

ЯЩЕРО — село бывшее владельческое при реке Ящерке, дворов — 40, жителей — 209; церковь православная, часовня, 3 лавки, постоялый двор, трактир. (1885 год).

После прокладки железной дороги, каменное здание местной почтовой станции было переоборудовано в «Царский заезжий охотничий дом».
Согласно материалам по статистике народного хозяйства Царскосельского уезда 1888 года, мыза Ящера площадью 2970 десятин принадлежала почётному гражданину М. Ф. Томасову, она была приобретена в 1876 году, стеклянный завод и две дачи хозяин сдавал в аренду. Кроме того, имение при селении Ящера площадью 15 десятин принадлежало мещанке А. С. Курчинской.
В XIX — начале XX века Ящера административно относилась к Рождественской волости 2-го стана Царскосельского уезда Санкт-Петербургской губернии.
По данным «Памятной книжки Санкт-Петербургской губернии» за 1905 год имение Ящеры площадью 2098 десятин принадлежало купцу 1-й гильдии Михаилу Яковлевичу Томасову. В имении располагалась бумагоделательная фабрика Сергея Никитича Фокина, на которой трудились 9 рабочих.
С 1917 по 1922 год село Ящера входило в состав Луговской волости Лужского уезда.
С 1922 по 1927 год — в состав Ящерского сельсовета Рождественской волости Гатчинского уезда.
С августа 1927 года — село Большая Ящера в составе Лужского района.
С 1932 года — в составе Красногвардейского района.
По данным 1933 года село называлось Ящера и являлось административным центром Ящерского сельсовета Красногвардейского района, в который входили 8 населённых пунктов: деревни Андреевка, Кемск, Покровки, Сорочкино, село Ящера, хутора Липово, Сосновки, Ящерские, общей численностью населения 1645 человек.
По данным 1936 года в состав Ящерского сельсовета входили 9 населённых пунктов, 339 хозяйств и 6 колхозов. Центром сельсовета было село Ящера.
В 1939 году население села Большая Ящера составляло 365 человек. Согласно областным административным данным село называлось также Ящерский Конец.
Село было освобождено от немецко-фашистских оккупантов 3 февраля 1944 года.
С 1954 по 1959 год — в составе Сорочинского сельсовета Гатчинского района.
В 1958 году население села составляло 53 человека.
С 1959 по 1963 год — в составе Мшинского сельсовета Гатчинского района.
В феврале 1963 года село было передано в состав Лужского района.
По данным 1966, 1973 и 1990 годов деревня Большая Ящера также входила в состав Мшинского сельсовета Лужского района.
В 1997 году в деревне Большая Ящера Мшинской волости проживали 52 человека, в 2002 году — 72 человека (русские — 96 %).
В 2007 году в деревне Большая Ящера Мшинского СП — 53.

## География
Деревня находится в северной части района на автодороге Р23 «Псков» (E 95, Санкт-Петербург — граница с Белоруссией).
Расстояние до административного центра поселения — 15 км.
Расстояние до ближайшей железнодорожной платформы Дивенская — 14 км.
Через деревню протекает река Ящера, деревня расположена на левом берегу реки.

## Демография
| 1862 | 2007 | 2010 | 2017 |
| ---- | ---- | ---- | ---- |
| 184  | ↘53  | ↗72  | ↘68  |

## Предприятия и организации
- Продовольственные магазины

## Фото

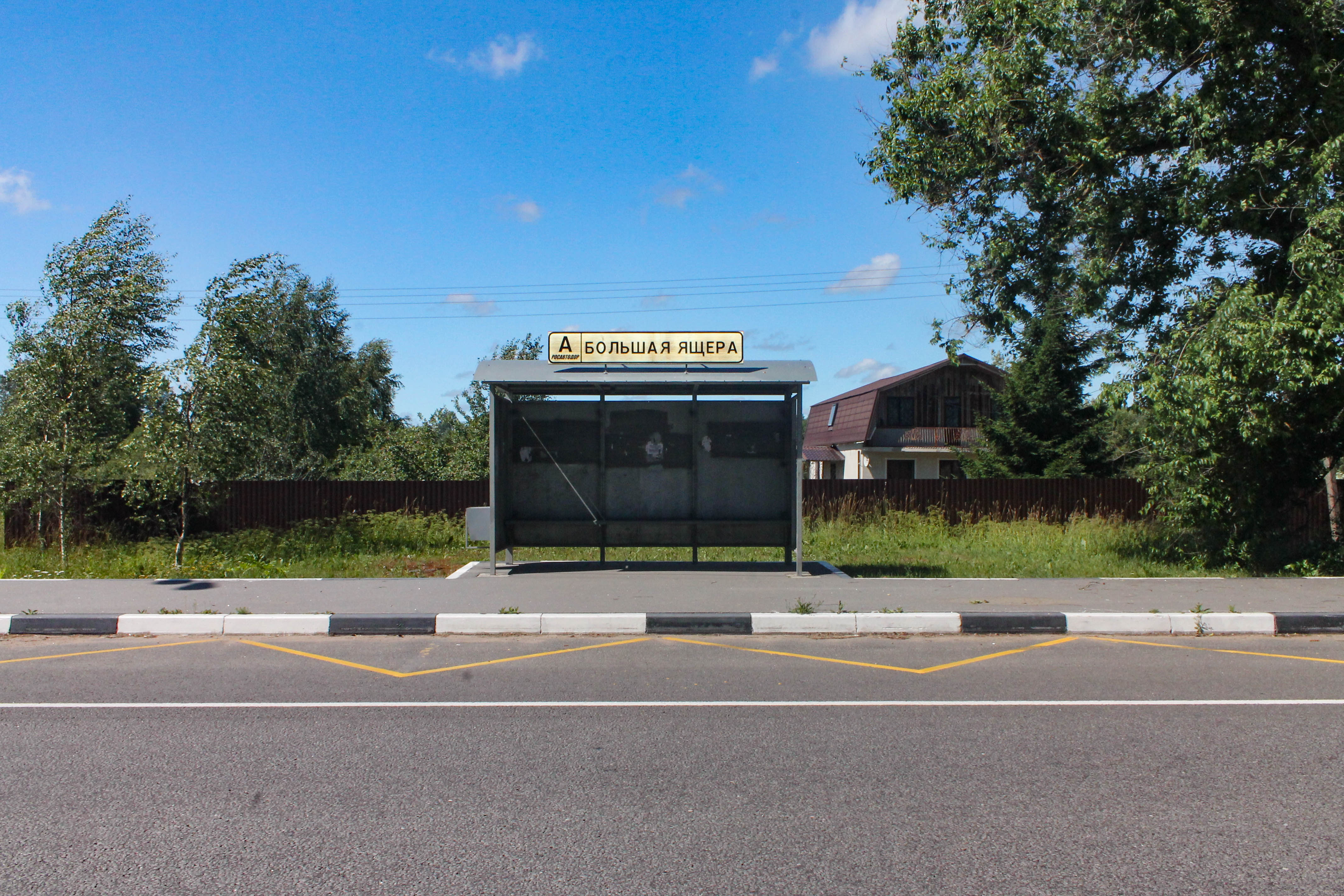
Автобусная остановка «Большая Ящера» на автодороге «Псков»